# (100286) 1995 CY4
(100286) 1995 CY4 es un asteroide perteneciente al cinturón de asteroides, descubierto el 1 de febrero de 1995 por el equipo del Spacewatch desde el Observatorio Nacional de Kitt Peak, Arizona, Estados Unidos.

## Designación y nombre
Designado provisionalmente como 1995 CY4 . Fue nombrado 1995 CY4

## Características orbitales
1995 CY4 está situado a una distancia media del Sol de 2,794 ua, pudiendo alejarse hasta 3,048 ua y acercarse hasta 2,539 ua. Su excentricidad es 0,090 y la inclinación orbital 1,334 grados. Emplea 1705 días en completar una órbita alrededor del Sol.

## Características físicas
La magnitud absoluta de 1995 CY4 es 15,8.